# McLaren MP4/14
De McLaren MP4/14 was de Formule 1-auto van McLaren-Mercedes van 1999. De wagen was de opvolger van de McLaren MP4/13 waarmee Mika Häkkinen wereldkampioen werd in 1998. De wagen was net zoals zijn voorganger snel en had met de Mercedes-motor ook de sterkste motor. Mika Häkkinen werd in 1999 weer wereldkampioen, betrouwbaarheidsproblemen en fouten van de coureurs kostte McLaren wel het constructeurskampioenschap aan Ferrari.

## Resultaten
| Resultaat                     |
| ----------------------------- |
| Winnaar                       |
| Tweede plaats                 |
| Derde plaats                  |
| Gefinisht (punten)            |
| Gefinisht (geen punten)       |
| Niet geklasseerd (NC)         |
| Uitgevallen (DNF)             |
| Niet gekwalificeerd (DNQ)     |
| Gediskwalificeerd (DSQ)       |
| Niet gestart (DNS)            |
| Gewond (INJ)                  |
| Uitgesloten (EX)              |
| Teruggetrokken (WD)           |
| Niet deelgenomen (blanco cel) |
| vetgedrukt (pole position)    |
| cursief (snelste ronde)       |

| Jaar | Chassis | Motor                        | Banden | Coureurs        | 1   | 2   | 3   | 4   | 5   | 6   | 7   | 8   | 9   | 10  | 11  | 12  | 13  | 14  | 15  | 16  | Punten | WK-plaats |
| ---- | ------- | ---------------------------- | ------ | --------------- | --- | --- | --- | --- | --- | --- | --- | --- | --- | --- | --- | --- | --- | --- | --- | --- | ------ | --------- |
| 1999 | MP4/14  | Mercedes-Benz FO110H 3.0 V10 | B      |                 | AUS | BRA | SMR | MON | SPA | CAN | FRA | GBR | OOS | DUI | HON | BEL | ITA | EUR | MAL | JPN | 124    | Zilver    |
| 1999 | MP4/14  | Mercedes-Benz FO110H 3.0 V10 | B      | Mika Häkkinen   | DNF | 1   | DNF | 3   | 1   | 1   | 2   | DNF | 3   | DNF | 1   | 2   | DNF | 5   | 3   | 1   | 124    | Zilver    |
| 1999 | MP4/14  | Mercedes-Benz FO110H 3.0 V10 | B      | David Coulthard | DNF | DNF | 2   | DNF | 2   | 7   | DNF | 1   | 2   | 5   | 2   | 1   | 5   | DNF | DNF | DNF | 124    | Zilver    |
| Jaar | Chassis | Motor                        | Banden | Coureurs        | 1   | 2   | 3   | 4   | 5   | 6   | 7   | 8   | 9   | 10  | 11  | 12  | 13  | 14  | 15  | 16  | Punten | WK-plaats |

### Eindstand coureurskampioenschap
- Mika Häkkinen: 1e (76pnt)
- David Coulthard: 4e (48pnt)